# Ігор Міладінович (футболіст)
Ігор Міладінович (серб. Игор Миладиновић, нар. 8 червня 2003, Крушеваць, Сербія та Чорногорія) — сербський футболіст, півзахисник французького клуба «Сент-Етьєн».

## Ігрова кар'єра

### Клубна
Ігор Міландінович є вихованцем клубної академії «Чукарички». У 2022 році він підписав з клубом професійний контракт. 15 травня 2022 року у матчі чемпіонату Сербії проти «Воєводини» Міладінович дебютував на професійному рівні. В складі «Чукарички» футболіст виступав у матчах Ліги Європи та Ліги конференцій.
Влітку 2024 року Міладінович переїхав до Франції, де приєднався до клубу «Сент-Етьєн», з яким підписав контракт до червня 2028 року з опцією продовження угоди ще на рік. Першу гру в чемпіонаті Франції Міладінович провів 4 січня 2025 року, коли вийшов на заміну у матчу проти «Реймса».

### Збірна
27 вересня 2022 року Ігор Міладінович дебютував у складі молодіжної збірної Сербії.